# Сонати й інтерлюдії

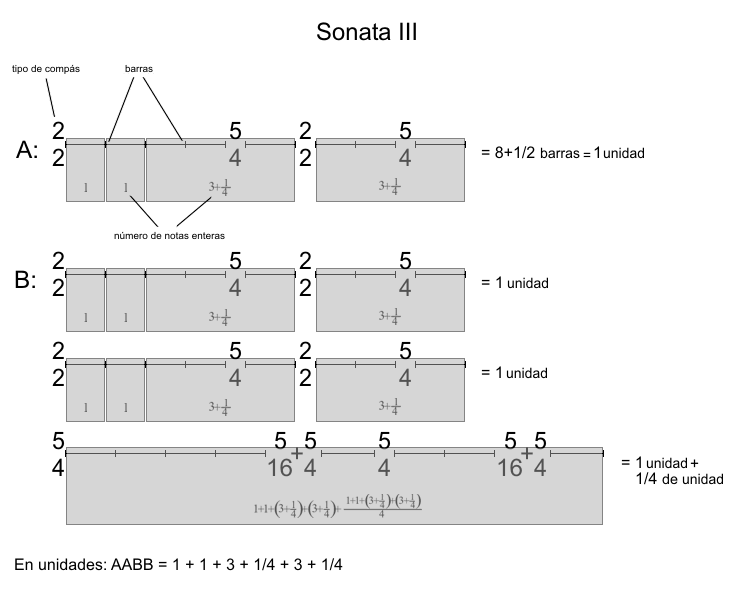
Ритмічні пропорції Сонати №3

Сонати й інтерлюдії (Sonatas and Interludes) — твір Джона Кейджа, написаний протягом 1946—48 рр. Це один з перших творів для препарованого фортепіано. Твір присвячено піаністці Maro Ajemian, яка вперше виконувала окремі частини твору 14 квітня 1946 р.:69 Тривалість «Сонат і інтерлюдій» — 70 хв.

## Композиція і форма
«Сонати й інтерлюдії» складаються з 16-ти «сонат» і 4-х інтерлюдій. Сонати згруповані по 4; між кожною групою з 4-х сонат є одна або дві «інтерлюдії». Твір має таку послідовність частин:
- Сонати I-IV
- Перша інтерлюдія
- Сонати V-VIII
- Друга й третя інтерлюдії
- Сонати IX-XII
- Четверта інтерлюдія
- Сонати XIII-XVI

### Підготування фортепіано
Для підготування фортепіано для твору використовується 75 об'єктів: болти і гайки, шматки гуми й пластику тощо. Для підготування інструменту потрібно 2-3 години.

## Зовнішні посилання
- Вебсайт, присвячений Кейджу [Архівовано 12 вересня 2017 у Wayback Machine.]